# Ада Циганлија
Ада Циганлија је издужено речно острво на Сави у Београду које је вештачким путем претворено у полуострво. Такође то је име за градски парк и суседно Савско језеро, које је настало преграђивањем Саве и плаже на језеру. Налази се у општини Чукарица, а њом управља ЈП „Ада Циганлија”.
Површина полуострва je 8 km², а поред Савског језера, на њему се налази и природно језеро Ада Сафари.
У прошлости, Ада Циганлија представљала је далеку периферију Београда, а на значају је добијала само у време ратова, током којих се на њеном простору одиграо велики број битака. Током опсаде Београда 1789. године, на овом простору налазио се највећи логор аустријске војске. Ада Циганлија је 1821. године од стране кнеза Милоша Обреновића проглашена државним добром, а у периоду 1920—1956. године на њој се налазио затвор, познат по извршењу смртних казни.
Угоститељску понуду полуострва чини више од 70 ресторана и кафића, као и десетине сплавова, а неки од његових симбола су судијски торањ, водени гејзир, камене скулптуре и Мост на Ади.
На простору Аде Циганлије пописан је велики број птица, 450 врста биљака, 94 врсте инсеката и 250 врста гљива, чије станиште је на полуострву заштићено законом.
Свој данашњи облик, Ада Циганлија добила је 25. маја 1959. године, због чега се овај дан слави као „Дан Аде Циганлије”. До тада је њена северна страна, данас позната као „новобеоградска страна” била ливада.
Савско језеро својим положајем, квалитетом воде, опремљеношћу објеката и дужином стаза веома је погодно за такмичења на мирним водама. Језеро је погодно за пливање, веслање, кајак, ватерполо, скокове у воду, једрење на дасци и друге спортове, па је на њему одржано више светских и домаћих првенстава.
Данас је Ада Циганлија највећи спортски, рекреативни, културни и забавни центар у Београду, који у својој понуди садржи преко 50 отворених спортских игралишта и изузетно популарна вишефункционална рекреациона зона Београда, позната по својим плажама и спортским објектима. Годишње се на Ади Циганлији одржи преко 300 манифестација и промоција, а просечно у току године посети је око четири милиона посетилаца. Због своје популарности Ада Циганлија се често у жаргону назива београдским морем, што је званично прихваћено као рекламни слоган 2008. године, стилизован као Море БеогрАДА.
Адом Циганлијом данас управља општинска управа преко Јавног предузећа „Ада Циганлија”, која одржава терене рекреативних површина, плажу и језеро Сава, а одговорна је и за чистоћу и јавну сигурност.
У децембру 2023. године, Ада Циганлија је проглашена за предео изузетних одлика Србије.

## Географија

### Географски положај и локација
На јужној обали реке Саве, у непосредној близини ушћа Саве у Дунав, на удаљености од 4 km од центра Београда, налази се некадашње острво, а сада полуострво Ада Циганлија. Обрасла густом листопадном шумом, прошарана пропланцима и ливадама, Ада је највеће и најпосећеније излетиште, купалиште и одмаралиште Београђана. Налази се у општини Чукарица, са северне стране преко реке Саве граничи са се Новим Београдом и и вештачким полуострвом Мала Циганлија, док се између новобеоградских блокова и Аде Циганлије налази острво Ада Међица. Са јужне стране полуострва налази се Баново брдо и Чукаричка падина, са источне насеље Сењак, а западне стране шума и насеље Макиш.
Доња и горња преграда на рукавцу реке Саве изграђене су 1967. године, па је тако Београд добио јединствено језеро, дуго 4,2 km, са просечном ширином 200 m, и дубином 4-6 m. Савско језеро, некада подружница реке Саве, претворено је у језеро са две бране, док је преостали део на североистоку претворен у Чукарички залив. У дане летње сезоне дневно се овде купа или на други начин рекреира и до 300.000 посетилаца. Укупна површина Аде Циганлије и акваторија износи 800 хектара, дугачка је 6,3 km, широка око 700 m.
Морфолошки облици, настали од алувијалних наноса Саве, формирају депресије и греде издуженог облика, дубине највише до 1,5 m. У депресијама је вода дуже стагнирала него у другим деловима острва. На анализираном простору, природно стање режима поплавних и подземних вода јасно је указивало да је минимална висинска разлика значила врло велике разлике у дужини стагнирања воде — од 20 дана (изохипса 73,5 m надморске висине) до 170 дана (изохипса 70,5 m н.в) и тако омогућила, еколошки условљен, читав низ типова земљишта и биљних заједница. Рељеф Аде Циганлије обликован је дејством текуће воде (радом речне ерозије), акумулације и одношењем земљишта. Првобитно је био обрастао хидрофилном вегетацијом. Касније у условима мање влажног станишта односно хидротехничке санације острва, задржала се иницијална вегетација, али у смањеном облику.
Антропогени утицај на Ади Циганлији је изменио природни режим поплавне и подземне воде и њихов доминантан утицај на друге карактеристике станишта. Изградњом одбрамбеног насипа, подизањем горње и доње преграде на једном краку реке Саве (због Савског језера), изградњом 20 водозахватних објеката — рени бунара искључен је, изузев у форланду, вековни утицај поплава. Може се закључити да изградњом насипа и радом рени бунара више не постоји утицај поплавне и подземне воде у горњем брањеном делу Аде Циганлије.

### Клима
Просечна годишња температура ваздуха на полуострву је 12,5 °C, док је у просек у вегетационом периоду 19,2 °C. Током јула, који је најтоплији месец, просечна температура износи 23 °C, док у јануару који је најхладнији, износи 1,4 °C. Просечна количина падавина износи 690,9 mm воденог талога, а током вегетационог периода 391,9 mm воденог талога.
Захваљујући комбинацији фактора, Ада Циганлија је привилегована са микроклимом. Смештена између реке, вештачког језера, неколико острва и шумовитог подручја, влажност ваздуха се повећава у поређењу са остатком града, што помаже да се поништи висока температура Београда током сезоне.
| Клима Аде Циганлије (1981—2010) | Клима Аде Циганлије (1981—2010) | Клима Аде Циганлије (1981—2010) | Клима Аде Циганлије (1981—2010) | Клима Аде Циганлије (1981—2010) | Клима Аде Циганлије (1981—2010) | Клима Аде Циганлије (1981—2010) | Клима Аде Циганлије (1981—2010) | Клима Аде Циганлије (1981—2010) | Клима Аде Циганлије (1981—2010) | Клима Аде Циганлије (1981—2010) | Клима Аде Циганлије (1981—2010) | Клима Аде Циганлије (1981—2010) | Клима Аде Циганлије (1981—2010) |
| Показатељ \ Месец               | .Јан.                           | .Феб.                           | .Мар.                           | .Апр.                           | .Мај.                           | .Јун.                           | .Јул.                           | .Авг.                           | .Сеп.                           | .Окт.                           | .Нов.                           | .Дец.                           | .Год.                           |
| ------------------------------- | ------------------------------- | ------------------------------- | ------------------------------- | ------------------------------- | ------------------------------- | ------------------------------- | ------------------------------- | ------------------------------- | ------------------------------- | ------------------------------- | ------------------------------- | ------------------------------- | ------------------------------- |
| Апсолутни максимум, °C (°F)     | 20,7 (69,3)                     | 23,9 (75)                       | 28,8 (83,8)                     | 32,2 (90)                       | 34,9 (94,8)                     | 37,4 (99,3)                     | 43,6 (110,5)                    | 40,0 (104)                      | 37,5 (99,5)                     | 30,7 (87,3)                     | 28,4 (83,1)                     | 22,6 (72,7)                     | 43,6 (110,5)                    |
| Максимум, °C (°F)               | 4,6 (40,3)                      | 7,0 (44,6)                      | 12,4 (54,3)                     | 18,0 (64,4)                     | 23,5 (74,3)                     | 26,2 (79,2)                     | 28,6 (83,5)                     | 28,7 (83,7)                     | 23,9 (75)                       | 18,4 (65,1)                     | 11,2 (52,2)                     | 5,8 (42,4)                      | 17,4 (63,3)                     |
| Просек, °C (°F)                 | 1,4 (34,5)                      | 3,1 (37,6)                      | 7,6 (45,7)                      | 12,9 (55,2)                     | 18,1 (64,6)                     | 21,0 (69,8)                     | 23,0 (73,4)                     | 22,7 (72,9)                     | 18,0 (64,4)                     | 12,9 (55,2)                     | 7,1 (44,8)                      | 2,7 (36,9)                      | 12,5 (54,5)                     |
| Минимум, °C (°F)                | −1,1 (30)                       | −0,1 (31,8)                     | 3,7 (38,7)                      | 8,3 (46,9)                      | 13,0 (55,4)                     | 15,8 (60,4)                     | 17,5 (63,5)                     | 17,6 (63,7)                     | 13,5 (56,3)                     | 9,0 (48,2)                      | 4,2 (39,6)                      | 0,2 (32,4)                      | 8,5 (47,3)                      |
| Апсолутни минимум, °C (°F)      | −26,2 (−15,2)                   | −15,4 (4,3)                     | −12,4 (9,7)                     | −3,4 (25,9)                     | 2,5 (36,5)                      | 6,5 (43,7)                      | 9,4 (48,9)                      | 6,7 (44,1)                      | 4,7 (40,5)                      | −4,5 (23,9)                     | −7,8 (18)                       | −13,4 (7,9)                     | −26,2 (−15,2)                   |
| Количина падавина, mm (in)      | 46,9 (1,846)                    | 40,0 (1,575)                    | 49,3 (1,941)                    | 56,1 (2,209)                    | 58,0 (2,283)                    | 101,2 (3,984)                   | 63,0 (2,48)                     | 58,3 (2,295)                    | 55,3 (2,177)                    | 50,2 (1,976)                    | 55,1 (2,169)                    | 57,4 (2,26)                     | 690,9 (27,201)                  |
| Дани са падавинама (≥ 0.1 mm)   | 13                              | 12                              | 11                              | 13                              | 13                              | 13                              | 10                              | 9                               | 10                              | 10                              | 12                              | 14                              | 139                             |
| Дани са снегом                  | 10                              | 7                               | 4                               | 1                               | 0                               | 0                               | 0                               | 0                               | 0                               | 0                               | 3                               | 8                               | 33                              |
| Релативна влажност, %           | 78                              | 71                              | 63                              | 61                              | 61                              | 63                              | 61                              | 61                              | 67                              | 71                              | 75                              | 79                              | 68                              |
| Сунчани сати — месечни просек   | 72,2                            | 101,7                           | 153,2                           | 188,1                           | 242,2                           | 260,9                           | 290,8                           | 274,0                           | 204,3                           | 163,1                           | 97,0                            | 64,5                            | 2.111,9                         |
| Извор: РХЗ                      |                                 |                                 |                                 |                                 |                                 |                                 |                                 |                                 |                                 |                                 |                                 |                                 |                                 |

### Савско језеро
Савско језеро је благо повијеног лучног облика, заузима површину од око 0,9 km2, просечна дубина је око 3 m, а запремина микроакумулације износи 4.000.000 m³. Просечна ширина језера је око 250 m, док је дужина језера 4,4 km. Језеро је физички подељено на два дела, у јужном делу се налази таложник (преко којег се језеро снабдева водом) површине 181.000 m², док на спортско-рекреативни део језера отпада 785.000 m². Дно Савског језера је веома разнолико, приобални делови језера су шљунковити док је у осталом делу оно муљевито-песковито и муљевито-глиновитог карактера. Према консистенцији, дно језера варира од растреситог до чврстог.
Температура воде је углавном уједначена, максимална разлика температуре на површини језера и при дну износи око 1,4 °C. Током летњих месеци температура воде досеже 27 °C, што је чини веома погодном за купање. Током зимских месеци, језеро је често залеђено током дужег временског периода, лед може досећи дебљину и до 30 cm. Провидност воде варира од 0,8 m током сезоне купања, до 4,7 m током пролећних месеци. Вода језера је базне реакције ( 8,2 - 8,72)
Савско језеро познато и као Ада, настало је из десне руке Саве са изградњом две бране у близини северног и јужног крака острва 1967. године. Дугачко је 4,2 km, има просечну ширину од 200 m и дубину од 4 до 6 m. Обухвата површину од 0,86 km² и налази се на надморској висини од 78 m, једној од најнижих на подручју Београда. Подручје 7 km обале са обе стране полуострва претворено је у шљунковиту плажу. Вода редовно достиже 24 °C током лета.
Синоними за Савско језеро у промотивним кампањама су „Београдско море“, „Море Београда“ и „Језеро Ада Циганлија“.
Обе бране омогућују проток воде кроз цеви и пумпе. На тај начин, главно тело језера је повезано са мањим воденим телом на југозападу, које је од реке одвојено трећом браном. Ово мини „тампонско” језеро које се назива депозитар се користи као прочишћивач за воде Савског језера и градских водовода, који такође користе ову воду. Филтрирана вода се непрестано упумпава у језеро док се на северозападу вода црпи путем електричних пумпи преко друге бране у Чукарички залив. На овај начин се ствара вештачки проток воде кроз језеро. Због тога што се вода користи и за пиће и санитарије, језеро је под строгом заштитом. На дну језера се налазе корови који чисте воду везивањем фосфора, азота и прљавштине.
 Коришћење моторних чамаца је строго забрањено на језеру.
На Савском језеру налази се забавни град на води, код бетонских трибина у близини Округлог купатила, а отворен је у току купалишне сезоне. Од 2018. године постављен је још један забавни парк, на макишкој страни Аде Циганлије.
Најчешће рибе у језеру су шаран и амур, али се може наћи и велики аутохтони сом, тежак преко 100 кг. У марту 2019. године у језеру је ухваћен сом дугачак 2 m. Сомови ове величине су реткост у језеру и како је прописано законом, након улова враћају се у језеро. Било је више случаја пријављивања сомова ове величине од стране ронилаца, али они леже на дну језера, не пливајући на површину.
У језеру је пописано 25 врста риба, укључујући шарана, штуку, смуђа, деверику, буцова, гргеча, терпана, бабушку и сунчаницу. Језеро такође настањују речни ракови и крабе, које су у језеро вероватно пустили власници који су их држали као кућне љубимце.
Језеро настањују и слатководне медузе, први примерци у језеру откривени су 1994. године, а осим на Савском језеру, у Београду се могу наћи и на Дунаву.
У макрофитској вегетацији Савског језера доминантну улогу имају васкуларне биљке, док се спорадично могу јавити макроскопске алге пршљенчице кончасте или сложеније грађе (лат. Charophyta). Флора Савског језера има велику улогу у пречишћавању воде.
Плажа око Савског језера је у целости уређена и опремљена неопходним инфраструктурним објектима, па је једна од највећих и најлепших плажа на вештачким језерима у Европи. Вода Савског језера је топлија од речне и чистија, а језеро је погодно за масовну рекреацију. Савско језеро својим положајем, квалитетом воде, опремљеношћу објеката и дужином стаза је веома погодно за врхунска такмичења на мирним водама.
На самом крају Савског језера, гледајући из центра Београда, налази се нудистичка плажа. Ада Циганлија је вишеструки добитник „Плаве заставе”, највишег међународног признања за квалитет воде и безбедност на купалишту. Године 2012. по веб-порталу „Лонли планет”, Ада Циганлија је била прво место које туристи треба да посете у Београду. Заузимала је 218. место од 51.674 европских дестинација која су била у понуди овог Лонли планет портала. Године 2011. Ада Циганлија била је проглашена за треће најлепше градско острво на свету, по светској интернет и путничкој агенцији „Virtualtourist”.

### Чукарички залив
Када је Ада била повезана са копном преко насипа 1967. године, северни део рукавца реке Саве, који је одвајао острво (Чукаричка рука, Чукарички рукавац), претворио се у Чукарички залив. Ток је издужен у правцу југозапад—североисток, омеђен је северним крајем Аде Циганлије, насипом и десном обалом Саве (насеља Царева Ћуприја и јужни део Бара Венеција). То је место где се Топчидерска река улива у Саву. У близини тачке повезивања са главним током Саве, данас се прелази преко Моста на Ади.
Залив се користи за спортске и рекреативне активности, на њему тренирају кајакаши, а у близини налази се и марина за мале бродове, док су обале окружене бициклистичким стазама. Залив је дуг 1,3 km, а широк 120 до 160 m. Површина самог залива је 16 ha, али подручје које градска управа укључује у локалитету залива укључује и додатних 5,8 ha акваторија и 20,8 ha околног земљишта.
Од раних осамдесетих година 20. века постоји стални еколошки проблем због масовног загађења залива као последице загађене воде Топчидерске реке. Смеће и јако загађени муљ испуњава залив и ствара плићаке. За време осеке, залив је неупотребљив за бродове у марини, који се налазе у средини залива, као и за кајакаше Партизана и Црвене звезде који залив користе за вежбање. Муљ је дебео до 5 m и отрован па је у том периоду забрањено и пливање у заливу.
Процењена количина муља за смеће у заливу у 2011. години износила је 120.000 м³. Муљ се не може једноставно ископати и бацити у Саву низводно због токсичности. План за изградњу постројења који би детоксиковао муљ и произвео гнојиво из њега, био је отписан због високих трошкова. За сада, муљ се ископава и вегетација се сече довољно да залив буде плован за мале бродове у марини.

### Ада Сафари
Ада Сафари је природно језеро Аде Циганлија, у близини доњег шпица, између реке Саве и Чукаричког рукавца. Језеро је у облику латиничног слова S, површине око 6 хектара и просечне дубине око 2 метра. Првенствено је намењено за спортски риболов, али је отворено и за остале посетиоце. Окружено је густом столетном шумом.
Пре настанка Савског језера, на коме се данас налази Ада Сафари налазила се природна депресија, односно мочвара, која се пунила током великих водостаја Саве. Становници Чукарице су је тада звали Савска бара. Крајем седамдесетих и почетком осамдесетих година 20. века, мочвара је потпуно исушена, а на њеном месту направљен је забавни парк, који се убрзо показао као нерентабилан, па је затворен. После тога, терен се поново преобратио у мочвару зараслу трском, шеваром и шипрагом. На истом је почео да се гомила отпад, а у близини је израсло и полулегално насеље.
Почетком деведесетих година 20. века, приватном иницијативом, започело је ново чишћење Савске баре, да би се 1994. године детаљно очистило и постало језеро Ада Сафари.
Ада Сафари је окружена густом шумом. Око највећег дела језера постоји стаза за шетњу, која може да се користи током целе године. Ту се налази и мини зоо врт, са зечевима, козама, фазанима, паткама, лабудовима, пауновима, моркама, голубовима, због чега цео комплекс подсећа на својеврстан резерват природе. У непосредној близини смештено је дечје позориште–игралиште „Робинзоново острво”, које је посебно активно током летњих месеци.
У близини језера, на површини од 10 ари, отворен је терапијски врт за децу са посебним потребама, као и особе са инвалидитетом, за хоритикултурну терапију. Опремљен је клупама, амфитеатром и баштом. Терапијски врт су осмислили студенти са Шумарског факултета у Београду. Сврха овог терапијског врта је побољшање психофизичког стања особа са сметњама, подстицање њихове интеграције и активирање у друштву, уз могућност провођења времена у природном окружењу.
На обали језера је 2004. године отворен ресторан, са специфичном спољашњом архитектуром, ентеријером, јелом, пићем и етно музиком.
Поред домаћих патака и гусака, језеро је стално или повремено станиште и за различите врсте дивљих птица, од којих је најважнија дивља патка глувара, а редовно се виђају и сива чапља, мали вранац и водомар. На дрвећу и у грмљу око језера свој дом налазе сива врана, зелена жуна, велики детлић, голуб гривнаш, велика сеница, плава сеница, бргљез, мали славуј, црноглава грмуша, сврака, креја, вуга, зеба и друге птице.
Током сеобе забележени су шумски звиждак, обични звиждак, сива мухарица и шарена мухарица и многе друге птице. У пролеће се задржавају само неколико дана пре него што наставе пут на север, али у августу и септембру се окупљају у велика јата на дрвећу око воде.
Језеро Ада Сафари надлећу птице које прелећу са једног на други крај Аде Циганлије, као што су речни галеб, жутоноги галеб, мишар, ветрушка, соко ластавичар, сеоска ласта и друге. Понекад се може видети чак и орао белорепан, али на великој висини.
Језеро је порибљено капиталним и ретким примерцима рибе, строго контролисаног квалитета. Подељено је жичаном мрежом на два дела, чији један део површине од око 3,2 хектара има уређену обалу и 30 нумерисаних пецарошких места. Језеро је препуно рибе, има доста капиталних примерака.
Ада Сафари је углавном богата шараном, има доста и цверглана, али се могу наћи и амур, лињак и бабушка. Пецање је могуће са дозволом на један или више дана уз обавезну резервацију. Риболов на овом језеру се одвија по строгим правилима да би се сачувао рибљи фонд. Свака риба се враћа у воду, док се примерци до 5 килограма могу откупити. Ово је прво језеро у Србији на коме је уведено риболовачко правило „ухвати и пусти“. У више наврата на језеру Ада Сафари одржавана су првенства у риболову. У близини језера налази се етно ресторан, дрвени вајат из 18. века и уметничке поставке.
На Ади Сафари је 2007. године основан клуб риболоваца, који сваке године има све већи број чланова. Њихов циљ је омасовљавање шаранског риболова у Србији, пружања информација свим риболовцима, организовање разних такмичења, а радили су и на порибљавању Савског језера.

## Туризам и знаменитости
Током лета полуострво дневно посети преко 100.000 посетилаца током радних дана и до 300.000 посетилаца викендом. Ада Циганлија је културно-забавни центар Београда, посебно у летњем периоду. Организују се бројне манифестације у којима учествују најпознатији књижевници, драмски и естрадни уметници, културно—уметничка друштва, хорови, оркестри и аматери из разних области уметности и спорта. Угоститељску понуду Аде чини више десетина ресторана у рустик-стилу, сплав-ресторани и кућице на води, које својим садржајем чувају и негују боемску традицију Београда.
Посетиоцима Аде Циганлије стоје на располагању и продавнице, простори за пикник, куглана, мини-голф, кочије са коњима, туристички возић, педалине и сандолине, као и еко-брод на електрични погон.
На почетку шеталишне стазе Аде Циганлије налази се судијски торањ, једно од обележја полуострва. Испод торња стациониране су трибине, које су ограђене и користе се током одржавања такмичења и манифестација, а на њима може да се смести 2000 посетилаца. Уз трибине смештен је понтонски базен, направљен 2009. године. Димензије понтонског базена су 25x50m, а током сезоне на њему се одржавају школе пливања и ватерпола, тренинзи, ватерполо утакмице и обука спасилаца. Пан-европски шоу Игре без граница одржавале су се у неколико наврата на овом базену и обухватале су такмичење у више дисциплина. Након што се заврши сезона купања, базен се пребацује на десну обалу, како би се несметано одвијала остала такмичења на Савском језеру. Поред спортских, на простору базена одржало се и неколико музичких манифестација. Због великог броја сплавова, ресторана и манифестација, постоји веома велики број посетиоца на Ади Циганлији и ноћу, као и ван сезоне купања.
Почетком седамдесетих година 20. века почео је да расте број сплавова на Ади Циганлији, а данас их постоји више од 70 на полуострву.
Једно од најистакнутијих знаменитости острва је водени гејзир на Савском језеру, који избацује воду у висину од 60 m, а направљен је 1996. године. Гејзир ради током целе године осим у случају мраза или посебно јаког ветра. Од 6. септембра 2010. године постављена је расвета у четири боје, а слап мења боју у зависности са које стране дува ветар. Жута и црвена боја на гејзиру представљају југоисток и југозапад, а плава и зелена североисток и северозапад.
Од 4. октобра 2011. године у непосредној близини кружног тока на Ади Циганлији изграђен је Парк науке у коме се налазе научно популарни експонати. Циљ изградње парка је да се посетиоцима кроз забаву и игру приближе научни појмови и чињенице. Експонати демонстрирају феномене из области физике, астрономије, математике, географије и психологије опажања. У близини Парка науке и Еко парка налази се „Ранч Ада”.
У близини тениске хале и централних спортских игралишта налази се пикник простор, опремљен са двадесет зиданих роштиља, чесмом, дрвеним столовима и клупама. Полуострво има велики број дечијих игралишта, укључујући „Eко парк“ површине 300 m², изграђен 2014. године у сарадњи ЈП „Ада Циганлија“ и компанијом „Неопланта“. Године 2018. изграђено је модерно дечије игралиште у близини пикник простора.
Аду Циганлију опслужују стручне спасилачке службе, лекарске амбулантне, полиција и радници комуналних служби.
У оквиру полуострва у зони Округлог купатила налази се највиши банџи џампинг центар на свету, са висином крана од 55m. Ада Циганлија поседује и Авантура парк, који је јединствен у Србији и у њему се одвијају такмичења у савладавању препрека на дрвећу, сачињене од различитих платформи, висећих мостова, гелендера и других. Ада Циганлија поседује и „Skitrack“ центар, који се састоји од покретне скијашке стазе која уз помоћ хидрауличне платформе промењивог нагиба и подешавања брзине рада, симулира различите услове на терену, од беби ски стаза (благих и спорих) до црних ски стаза (стрмих и брзих).
На око 400 m од главног улаза на Аду Циганлију ка Савској тераси налазе се отворени шумски терени за пејнтбол, а на њиховој средини су бункери од џакова. Постоје два терена, а већи је димензија 40×60 m. Једна од главних туристичких атракција Аде Циганлије је жичара на води. На Ади Циганлији налази се и аква-ски комплекс, који је на макишкој страни полуострва и заузима око 50.000 m². Комплекс је отворен целе године, а сезона скијања траје од средине априла до средине октобра.
На левој обали Савског језера, код Округлог купатила налази се вештачка стена висине 15 m, са капацитетом од 15 стаза, изграђена 1997. године. Током летње сезоне купања на Ади Циганлији ради туристички возић, који се креће око Савског језера и има 18 стајалишта.
Године 2012. на Ади Циганлији отворена је „стаза уметника“, на којој је исписан цитат Моме Капора из романа „Ада”, објављеног 1977. године. Компанија Скајлајн Београд направила је одмориште за бицикле на макишкој страни Аде Циганлије, у јулу 2019. године.
Дана 22. маја 2021. године на Ади Циганлији откривена је биста Хугу Исаку Булију, трговцу и утемељитељу фудбала у Србији.

Ада — неукротива и неприпитомљива, блага и опасна, лукава и хировита, тајанствена и мазна, податна, нежна, а истовремено дивља, блага и опасна, лукава речна заводница и опсенарка.

   — Момо Капор

## Насеља
На северном делу полуострва налази се насеље Партизан, именовано тако због седишта оближњег веслачког клуба Партизан. Током поплава 2006. године, градске власти су мештане наговарале да се преселе, јер је река Сава достигла рекордну висину од 723 cm. Зид бране, на рубу колапса, журно је ојачан и уздигнут у покушају да се спречи катастрофа, али чак и у тим условима, становништво је одбило да се пресели, тврдећи да град само користи ситуацију да их исели. Године 1959. предложена је изградња насеља, а прве куће су изграђене 1960. године. Изграђене су мале викендице површине 12 m².
Највећи део првобитне градње завршен је у периоду од 1964. до 1966. године. Будући да се оближње језеро Ада Сафари још није адаптирало и било мочварни крај, првобитни досељеници, који су били из виших слојева, одлазили су, а радници који су мигрирали из унутрашњости Србије су насељавали насеље. Додатни потицај је био прилив избеглица током југославенских ратова од 1991. године.
Како су њихове породице расле, становници су проширили куће. Од 2016. године насеље Партизан је имало око 1.000 становника у 260 кућа на површини од 14 ha. Током седнице Скупштине града Београда у јуну 2016. године, усвојен је План детаљне регулације Аде Циганлије, по којем би насеље Партизан требало да се сруши, јер се стамбени објекти налазе у зони санитарне заштите.
На северном делу полуострва у близини насеља Партизан налази се и уметничка колонија сликара и вајара. Чланови колоније били су Зуко Џумхур, Павле Вујисић, Мома Капор и многи други уметници.

## Историјат
На простору Аде Циганлије пронађени су остаци Скордиска, келтског племена које је основало Сингидунум и Таурунум. Археолошки налази алата, коњске опреме и средњовековног оружја, пронађени на Ади Циганлији, чувају се у Музеју града Београда и Народном музеју у Београду и сведоче о њеној настањености у далекој прошлости.

### Порекло имена
Неки хроничари назив Аде Циганлије проналазе у сложеници келтских речи синга (острво) и лиа (подводно земљиште), па се тако дошло до речи сингалија од које ће у каснијој транскрипцији настати реч циганлија. Ада је као ретко природно богатство била запажена још код Карађорђа Петровића и кнеза Милоша Обреновића, па је 1821. проглашена „беглуком“ односно државним добром. Неки верују да реч циганлија има порекло од Цигана, који су живели на тадашњем острву све до Аустријског преузимања Београда. Италијански назив за тадашње острво је Isola degli Zingari, а први пут се тај назив помиње 1688. године. Картограф Вићенцо Коронели из Венеције уцртао је два острва на реци Сави, испод Београда и уписао италијански назив Isola degli Zingari на мапи данашње Аде Циганлије. Ђакомо Кастели да Вињола, картограф војводе од Мантова сачинио је карту која је штампана у Риму и објављена 1689. године уз одобрење Ватикана и на њој Ада Циганлија носи име Isola degli Zingari.
Немачки назив за Аду Циганлију је Zigeuner-Insel и она се на картама и у списима тако помиње први пут 1714. године. Изворни топоним је могао бити сингалиа, преузет од речи Сингидунум. Током Другог светског рата острво је названо Српска ада.
Немачки и италијански цртачи географских карата су погрешно уписали име острва Ада Циганлија, као Zigeuner Insel и Isola degli Zingari, што у преводу значи Циганско острво.

### 1688—1914.
Један од најстаријих записа ратова на Ади Циганлији потиче из 1688. године, када је на острву тешко рањен принц Еуген Савојски, током сукоба турске и аустријске војске. Током 1788. године на острву се налазио главни логор аустријске војске, у чијим редовима су се против Турака бориле и посебне српске јединице „фрајкори”.
Подручје Остружнице, у близини јужног врха Аде Циганлије, била је локација Дугог моста, првог сталног моста у историји Београда. Како је супротна, сремска страна преко реке Саве била огромна мочвара у то доба (данас Нови Београд), мост се није зауставио на обали, већ је наставио да се протеже дуж мочваре. Због тога су га људи звали и Мост преко мочваре. Мост су изградили Аустријанци како би освојили Београд од Османлија током опсаде Београда 1688. године. Према записима, искусни београдски мајстор Ђорђевић у само једном месецу, уз помоћ својих 400 радника, изградио је Дуги мост, користећи 2000 стабала, 1100 стубова, 15500 снопова коља и 12000 палисадних облица. Одмах поред њега, мало ближе Ади Циганлији, Аустријанци су саградили још један, класични понтонски мост, који се наслонио на Дуги мост.
Ромско насеље које је постојало на Ади Циганлији у 17. и 18. веку, премештено је са острва на десну обалу Саве, на ушће Топчидерке, пре аустријске окупације Београда од 1717. до 1739. године. или током борби од 1716. до 1718. године. Једна карта из аустријског периода показује ромско насеље са 24 куће на ушћу Топчидерке. Мапе такође показују да је насеље постојало током следеће аустријске окупације од 1788. до 1791. године.
Када је у 18. веку аустријска војска напала Београд, Османлије су протерале српско становништво из града, које се привремено населило на Ади Циганлији. Када су Београд ослободили српски побуњеници у Првом српском устанку, вођа устанка, Карађорђе Петровић, 7. априла 1809. године дао је на поклон острво Младену Миловановићу, првом градском поглавару. Током 1809. године на Ади Циганлији, руски дипломата, шеф руске мисије у Србији (1808—1813) и члан Државног савета Руске Империје Константин Родофиникин, приредио је народно весеље за устанике, на Ади Циганлији. Родофиникин је касније критикован јер је за прославу одабрао неуређено и ненасељено острво.
Након слома Првог српског устанка, Младен Миловановић је избегао из Карађорђеве Србије, а Турци су се вратили у Београду и поништили све донете прописе, као и оне о подели имања.
Београд је склопио уговор 30. марта 1854. године са Самом и Мамутом Ејуповићем на коришћење Аде Циганлије у периоду од годину и осам месеци, за закупнину од 481 талира годишње. Ејуповићи су могли да на острву врше косидбу и воде стоку на испашу, као и да секу дрвеће, али само у одређеној мери.
Сматра се да је Ада Циганлија била обухваћена урбанистичким планом Емилијана Јосимовића из 1867. године, по којем је Београд требало да буде опасан венцима паркова дуж обала Саве и Дунава.
Године 1908. Ада Циганлија била је у центру пажње када је на њој одржан скуп Удружења српских новинара, на челу са Браниславом Нушићем. Новинарски бал приређен је на острву како би се скупио новац за пензиони фонд за старе и онемоћале новинаре. Тада је на острву направљено шеталиште, шатре, кафане, а постављена су и надлештва Управе новинарског сабора, пошта са телеграфом и телефоном и Комесаријат саборске полиције. У шатрама су се налазили дућани који су продавали новине, дуван, играчке за децу и слаткише, као и млекарски павиљон који је у понуди имао све млечне производе. Новинарски бал почео је 30. маја 1908. године, а трајао је до 1. јуна исте године. Госте су од „Господарске механе” до острва превозили чамци и две лађе „Арад” и „Морава”, са којих је пуштана војна музика. Током скупа одржана су такмичења у пливању, веслању и риболову, а у том периоду излазио је „Водени цвет”, лист новинарског удружења који је уређивао Бранислав Нушић, који је уједно тако назвао и острво, због њене лепоте. Новинарски сабор више пута је одржаван на Ади Циганлији, све до почетка Првог светског рата. У периоду од 1. до 7. јуна 1908. године Удружење новинара Србије организовало је културно—забавно приредбу „Тројички сабор”.
На острву је 1911. године снимљен први српски играни филм Живот и дела бесмртног вожда Карађорђа, који је режирао Чича Илија Станојевић, а сценарио писао Ћира Манок.

### Први светски рат
На Ади Циганлији су током Првог светског рата вођене жестоке борбе српске и аустроугарске војске која је преко Саве надирала ка Београду.
Када је Аустроугарска објавила рат Краљевини Србији и тако покренула Први светски рат, српске снаге су се рашириле по острву Ада Циганлија како би спречиле Аустријанце да га користе као полазну тачку за улазак у Србију. Уследиле су две велике битке, 22–24. септембра 1914. и септембра 1915. године. У настојању да искористи повлачење српске војске из Срема у септембру 1914. године, аустроугарски поручник и генерал Казимир фон Литгендорф одлучио је да нападне Србију преко Саве (Циганлије и Међице), након чега је уследила операција искрцавања на српској страни реке, освајање насеља Баново Брдо и Топчидер, а затим, западним путем, уласка у центар Београда. Напад је почео 22. септембра 1914. године када је прва група аустроугарске војске покушала да се искрца на јужни врх Аде Циганлије. Локација је брањена из бункера, преко реке у макишкој шуми. Под јаком ватром, Аустријанци су се искрцали на север, у област коју Срби нису ни бранили јер је то била равничарска мочвара и сматрало се да се Аустријанци тамо неће искрцати. Тако су Аустријанци успешно дошли на острво без много отпора. Мајор Добривоје Мојсиловић, вршилац дужности команданта Адине одбране, покушао је да присили Аустријанце да се повуку преко реке. У борбу је послат српски резервни састав, а мајор Мојсиловић, који је рањен, замењен је мајором Светомиром Ђукићем. Након неколико борби, војске су се сукобиле „прса у прса”, а Срби су протерали Аустријанце на северни врх Аде Циганлије. За то време, иза српских леђа, аустроугарска војска је искрцала још војника из правца Аде Међице, тако да су српске снаге завршиле опкољене. Успели су да се повуку, али су до тада били нападнути од стране нових аустријских снага. Срби су се повукли на најисточнији део острва и ту направили ровове. Аустријанци су се након тога приближили рововима српске војске, али су се ипак на крају повукли.
Како је аустријска војска имала проблема са инвазијом на западну Србију и нападом на Шабац, аустроугарски генерал пешадије Алфред Краус затражио је од команданта снага за цели Балкан, Оскара Поћорека да му пошаље два пука Казимира фон Литгендорфа. Поћорек се није само сложио, већ је наредио Литгендорфу да преусмери све снаге у Шабац. Аустроугарска војска се повукла 24. септембра 1914. године, а српска војска их је пратила како би били сигурни да то није још један трик. Срби су изгубили једног официра и 17 војника, док је аустроугарска војска изгубила 4 официра и 310 војника.
На острву је наредне године било битака, са дужим мирним периодима између, пре него што се немачка војска умешала и почела да без престанка дејствује по острву, крајем септембра 1915. године, када су се Срби повукли са острва. Српски губици су били тешки, претварајући Аду Циганлију у отворено гробље, која је тада названа „Острво смрти”.
На северном шпицу тадашњег острва сахрањени су Србислав Никанић и Драган Ђурђевић, српски ратници извиђачи, који су били међу првим погинулим војницима, 24. децембра 1914. године.

### Између два рата
На Ади Циганлији изграђен је затвор, 1920. године као део Окружног суда у Београду, за „теже затворенике”. Налазио се на самом почетку острва, близу данашње зграде Управе Аде Циганлије и ресторана „Језеро”. Временом су „тежи затвореници” све чешће постајали политички затвореници који су овде били затварани, углавном комунисти и припадници других илегалних организација. Након увођења Шестојануарске диктатуре, 1929. године и формирања Државног суда за заштиту државе затвор на Ади Циганлији је постао истражни затвор овог суда. У њему су боравили оптужени којима се судило пред овим судом, најчешће припадницима илегалне Комунистичке партије Југославије, страним шпијунима или неким другим илегалним организацијама и удружењима. Ову намену затвор је задржао све до 1941. године.
Услови у овом затвору су били тешки, слични попут оних у злогласној „Главњачи”. Све до тридесетих година 20. века око затворских зграда није постојао зид, па су затвореници морали да се крећу оковани ланцима. У дворишту затвора су се налазила вешала, која су служила за погубљења. Прво погубљење, 1. фебруара 1935. извршено је у једној соби завода.
Током међуратног периода, Ада Циганлија није била најпопуларнија рекреативна зона, јер је главна плажа Београда била преко његовог северног врха, у делу Господарске Механе у насељу Сењак. Ада Циганлија је у овом периоду била место где су се приређивале излетничке туре, а много Београђани били су заинтересовани за купање, па је тако Управа града Београда уочи лета 1930. године прописала костиме за купање, а плажа је била подељена на мушку и женску. Током тридесетих година 20. века, омиљена плажа Београђана на Ади Циганлији била је на месту где се сада налази пилон Моста на Ади. У том периоду, купалишта су већином била у приватном власништву попут „Купалишта Трнинић” код „Шест топола” на месту данашњег Београдског сајма и купалиште „Боб клуба”, где су се купали углавном богатији суграђани. На "левој обали" Циганлије купали су се готово искључиво Руси. Неки млађи државни чиновници су лета проводили на Ади - купали би се рано изјутра, пре одласка на посао.
Дом Веслачког клуба "Београд" је грађен 1935-36. Године 1936. градска власт је усвојила нови генерални урбанистички план који је Аду пројектовао као спортско острво. Југословенски јахтинг-клуб, удружење једриличара, подигао је скромни клупски дом на крају Аде Циганлије у мају 1937. Били су ту и клуб "Север", кога су направили гимназисти и студентски БУСК са више терена.
Први спортски чамац на реци Сави провозао је Александар Радивојевић, који је на Ади Циганлији на свом чамцу уградио мотор, 1938. године и тако ушао у легенду мотонаутичког спорта.
Између два светска рата, Државна речна пловидба Краљевине Југославије имала је своје пловне радионице на Ади Циганлији, "читав један град... у утробама великих и малих шлепова, са неколико стотина радника и са уређајима за целокупне оправке и репарације пловних објеката". Услови рада су били тешки па је почетком 1941. најављено подизање радионице на копну.
Министарство саобраћаја је 1938. одобрило кредит за преграђивање узводног дела рукавца између Аде и Чукарице ради добијања зимовника (некакав зимовник је већ постојао); тада је планирано и да се Међица споји са Адом. Те године у јуну је спроведен и електрични кабл, преко два стуба висока 40 метара и удаљена преко 200, близу ушћа Топчидерке.

### Други светски рат и након тога
За време Другог светског рата, Ада Циганлија била је база за пребацивање у партизанске одреде у Срему.
Павле Јакшић, учесник Народноослободилачке борбе, генерал-пуковник ЈНА, један од оснивача Института за физику и народни херој Југославије у својим мемоарима записао је да је у периоду после Другог светског рата, Ада Циганлија била омиљена плажа политичких и војних руководилаца.
Након Другог светског рата, затвор на Ади Циганлији био је коришћен за потребе Одељења за заштиту народа (ОЗНА) за Србију и поново је био коришћен за политичке затворенике. Према неким тврдњама, управо у дворишту овог затвора је 17. јула 1946. године стрељан Дража Михаиловић, вођа Равногорског покрета и ЈВуО, мада ова тврдња још увек није званично потврђена. Касније су овде били затварани и други политички затвореници.
Затвор је постојао све до 1954. године када је затворен. Зграда затвора је срушена 1956. године, јер се већ наредне 1957. почело са уређењем овог простора за потребе излетишта и купалишта. Затвор је у то време називан „Мали српски Алкатраз”, а међу затвореницима били су Милован Ђилас, Моше Пијаде, Борислав Пекић и многи други.
Године 1957. градска власт је одлучила да уреди тада запуштену Аду Циганлију. Плажа се постепено продужавала како су растиње и дрвеће резани и, под строгом контролом стручњака Шумарског факултета Универзитета у Београду. Радови на трансформацији почели су 1960. године. До септембра 1961. урађен је насип са спољашње стране острва, који је био дугачак 6 km, 8 m широк и спречавао је Саву да поплави острво сваког пролећа, као што је то био случај претходних година. Већ у то време, Ада Циганлија је била највеће и најпосећеније купалиште и излетиште у Београду. Милан Пећинар, инжењер и члан Српске академије наука и уметности предложио је двојно решење за Аду Циганлију, да иста постане извор питке воде и спортско—рекреативни центар. Његов план је спроведен 1967. године када је Ада Циганлија повезана са копном, на северном и јужном краку, као и са Савским језером и таложником. Подземни цевовод је изграђен 1969. године и преко њега је вода из реке ишла у новоформирано језеро. Вода се пречишћавала у таложнику, а затим даље ишла у језеро и до главног водовода Београда у Макишу.
Године 1947. на Ади Циганлији, иза веслачког клуба Црвена звезда изграђен је јавни базен познат као „Северни базен”. Брзо је постао веома популаран јер је у то време био један од ретких таквих места у Београду, а многи пливачи су се припремали за Олимпијске игре у њему. Југословенска народна армија основала је ватерполо клуб Партизан на Ади Циганлији, а за потребе клуба направљен је базен, 1956. године. Током педесетих година 20. века основано је и неколико мотонаутичких клубова, који су 1958. године спојени у мотонаутички клуб „Београд”.
Пре изградње копненог прелаза до Аде Циганлије се долазило чамцима или понтонским мостом. Од 1957. године Ада Циганлија се плански уређује, а њени први неимари били су омладинци, учесници радних акција. Око 50.000 омладинаца учествовало је у чишћењу острва, изградњи насипа дужине око 1250 метара и поравнавању мочварног дела острва. Током 1957. године основана је Дирекција за одржавање Аде Циганлије, а изградњом насипа 1967. године, она је постала полуострво.

### 1970—2010.
Током седамдесетих година 20. века Ада Циганлија је била потпуно осиромашена, зарасла у шибље, Савском језеру је претило загађење, а врбе и тополе страдале су од суше и бесправне сече.
Ада Циганлија се први пут 1973. године нашла на туристичкој разгледници, поред Калемегдана, споменика Победник и Скадарлије.
Паркинг простор на Ади Циганлији у употреби је од 1975. године и сезонског је карактера.
Прва извиђачка смотра након Другог светског рата на Ади Циганлији, односно 8. смотра извиђача Југославије и последња смотра бивше СФРЈ одржана је у периоду од 30. јуна до 9. јула 1987. године, а њој је присуствовало више од 12000 учесника.
Интензивна улагања у Аду Циганлију почела су 2002. године када је истоимено друштвено предузеће имовину пренело у власништво Београда, који је финансирао изградњу инфраструктуре на макишкој страни језера и реконструисао постојећу на новобеоградској страни језера. У овом периоду сређено је купалиште, реновирани су тушеви и јавна купатила, а изграђени нови спортски терени и уведени атрактивни садржаји попут скијања на води и бетониране пешачке стазе.
Током лета 2007. године завршени су комплетни радови на насипу Аде Циганлије, који су заједнички финансирали држава и град. Поред радова на насипу реконструисана је електроенергетска мрежа и изграђена водоводна мрежа. Истакнуто је да је Град Београд од 2002. до 2007. године уложио више од 10 милиона евра у Аду Циганлију. У септембру 2007. године завршено је подизање и проширење насипа на целокупном подручју Аде Циганлије, након чега је проширен и паркинг.
Од 2007. године такође је на макишкој обали направљено клизалиште, а до краја августа на полуострву направљена је тзв. Холмерова трим-стаза, за коју је Град Београд издвојио десет милиона динара. У априлу 2008. године направљено је паркиралиште на два нивоа типа „фаст парк”, на Ади Циганлији са више од 1600 места. Крајем октобра 2008. године завршена је изградња парка за венчања на Ади Циганлији, који се налази поред терена за голф и први је тип овог парка у Србији. Током 2009. године отворен је Трим парк на Ади Циганлији и први дечји еко парк у Србији на површини 300 квадрата.

## Живи свет
Ада Циганлија је несумњиво један од централних еколошких пунктова, јер захваљујући благотворној комбинацији утицаја водених површина и шумских комплекса има необично специфичну микроклиму, која се одликује повећаном влажношћу ваздуха и нешто нижим летњим дневним температурама у односу на остале делове Београда. Станиште шума на Ади Циганлији припада цено-еколошкој групи шума беле врбе и топола (Salicion albae) на неразвијеним семи-глејним земљиштима. На Ади су и издвојене следеће шумске заједнице: заједница црне јове, заједница шашева и беле врбе, заједница пољског јасена и дремовца, заједница лужњака и пољског јасена, заједница бадемасте врбе, заједница беле врбе, заједница топола и беле врбе, заједница црне тополе, заједница беле и црне тополе, заједница пољског јасена и веза, заједница беле тополе, заједница лужњака и топола, заједница лужњака и беле тополе, заједница лужњака и ђурђевка и заједница лужњака и граба. Присутна је и ливадска вегетација. Шумовити предели острва до 2010. године чинили су 1,79 km².
Средином 20. века вегетација Аде Циганлије је битно обогаћена садњом америчке тополе и зеленог јасена. Најдивљији делови прекривени су некултивисаном вегетацијом, што отежава пролаз, али и подстиче истраживачку страст и авантуристички дух полуострва. Ада Циганлија обилује животињским светом, при чему су најбројније заједнице птица, посебно угрожених малих вранаца, те дивљих патака и галебова, али и фазана и препелица. Ада Циганлија је такође једно од ретких „градских“ места где још увек у природи можете видети срну или зеца. За љубитеље риболова, на полуострву налази се Ада Сафари.
У периоду од јула до децембра 2013. године посађене су 163 саднице пољског јасена, на површини од 0,40 ha у туристичко—рекреативном делу Аде Циганлије.
На Ади Циганлији срећу се и угрожене врсте птица, међу којима је посебно значајан мали вранац који зимске ноћи проводи по врбацима на доњем шпицу Аде. Са исушивањем Панчевачког рита ова врста је практично изумрла у околини Београда, да би се тек пола века касније вратила. У категоризацији врста европских потреба заштите (SPEC) сврстава се у прву групу – у глобално угрожене врсте са неповољним статусом заштите у Европи. У Србији је заштићен као природна реткост, а Уредба о природним реткостима забрањује нарушавање њихових станишта.
Ада Циганлија има јединствен екосистем, стварајући оазу у урбаном подручју. Већина полуострва је пошумљена. Првобитну, густу листопадну шуму чине углавном храстови, брестови, брезе и врбе. Већина шума на острву је заштићена, укључујући читав централни, северни и западни део. Ови делови полуострва су потпуно дивљи са необрађеном вегетацијом и имају веома мало или нимало људског присуства, што Аду Циганлију чини јединственом у поређењу са другим европским градским острвима и полуострвима.
Део централног шумовитог комплекса Аде проглашен је заштићеним стаништем Гљиве на Ади Циганлији. Њено подручје раста од 21,25 ha сврстано је у III категорију, као заштићено станиште локалног значаја. На Ади Циганлији пописано је 250 врста гљива, од којих су многе на листама ретких у Србији и на Балканском полуострву. Ада Циганлија једино је станиште гљиве Myriostoma у Србији, која је строго заштићена, а простор који настањује проглашен је спомеником природе. Поред гљиве Myriostoma, статус строге заштите на Ади Циганлији имају и гљиве Geastrum melanocephalum и Rhodotus palmatus.
Неке од врста гљива пописаних на Ади Циганлији су: Agaricus arvensis, Agaricus bitorquis, Agrocybe dura, Boblitius vitellinus, Bovista plumbea, Calocera comea, Climacodon septentrionalis, Dacrymysec stillatus, Entoloma ameides, Funalia trogii, Geastrum sessile, Helvella elastica bull., Inonotus hispidus, Kavinia himantia, Laccaria laccata и Lepista nuda.

Поред бројних водоземаца и инсеката, Аду Циганлију настањује и неколико врста сисара, који су опстали, упркос претварању острва у полуострво у урбаном подручју. На полуострву живе лисице, зечеви и срне. На Ади Циганлији је од 2006. године у екосистем уведена нова популација од 60 зечева и 100 фазана. 
Птице пописане на полуострву укључују вивке, патке глуваре, препелице и фазане. Птице које настањују Аду Циганлију током гнежђења укључују врсте као што су велика сеница, плава сеница, дугорепа сеница, бргљез, зелена жуна, велики детлић, златна вуга, црнокапа грмуша, славуј, зеба, сива врана, сврака, врабац голуб гривнаш, домаћи голуб, бела плиска и сеоска ласта.
Према eBird, онлајн бази података о посматрању птица, на подручју Аде Циганлије до јула 2020. године, укључујући Савско језеро и његову околину, пописано је 77 врста птица и 11 других таксона.
Ада Циганлија је такође зимовалиште за неке угрожене птице селице, од којих је најзаступљенији мали вранац који зиме проводи у великом броју у Београду. Мали вранци су насељавали мочвару Панчевачког рита, северно од Београда, почетком 20. века, али након што је то подручје исушено и урбанизовано, нестали су. Неколико стотина птица почетком деведесетих година 20. века почело је да проводи зиме на Малом ратном острву, на Дунаву. Када је њихов број премашио 1000, преселили су се на нове локације, простор иза Београдског сајма уз реку Саву, на северни део Аде Циганлије и на Аду Међицу. Њихов се број сваке године повећавао, на 6750 током 2007/08. године, али се од тада он смањује, а 2015. године их је било 3850 што је још увек 5,4% европске и 2% светске популације малих вранаца. Постојала је забринутост да би изградња Моста на Ади пореметила станиште, али птице су ипак остале на овом подручју. Две године по почетку изградње моста, Лига за орнитолошку акцију Србије, уз помоћ Агенције САД за међународни развој, успела је да се избори за то да мали вранац и поред изградње моста, не напусти своје станиште. Станиште малог вранца на полуострву је законом заштићено 2008. године.
На полуострву је пописано 450 врста биљака, 94 врсте инсеката и 250 врста гљива.
У децембру 2023. године Ада Циганлија проглашена је одлуком Скупштином града Београда пределом изузетних одлика Србије III степена, на иницијативу Министарства заштите животне средине Републике Србије. Препозната је као посебно место значајно за Београд и са језером, зеленим површинама, стазама и теренима је омиљена дестинација за рекреацију и одмор грађана.

## Спорт
На језеру је одржано стотине државних, европских и светских првенстава у спортовима на води. Ада Циганлија је највећи спортски и рекреативни центар у Београду, на чијем се простору налази више од 50 спортских игралишта (рукомет, фудбал, тенис, кошарка, бејзбол, амерички фудбал, рагби, голф, одбојка на песку...), адреналинске активности (банџи џамп, авантура парк, зип лајн, пејнтбол, аква ски, трака за скијање, роњење..), велснес програми (холистички центар, фитнес и спа садржаји), рекреативне активности (трим парк, трим стазе, бициклизам, вожња ролера, мини голф, вежбање јоге...). На Ади Циганлији могуће је изнајмљивање педалине, а постоји и велики број дечијих игралишта.
На Ади Циганлији одржан је први Београдски триатлон, уједно и први одржани триатлон у Србији.
Крајем 2015. године Фудбалски савез Београда потписао је уговор са ЈП „Ада Циганлија“ о коришћењу фудбалског комплекса на Ади Циганлији. Од 2016. године, Фудбалски савез Београда располаже са два фудбалска терена, као и са тереном за мали фудбал. Спортски терени на Ади Циганлији имају услове за развој аматерског фудбала, а на њима се одвијају и тренинзи београдских судија. На левој обали Савског језера налазе се четири игралишта за мали фудбал.
На полуострву се налазе четири кошаркашка игралишта нестандардних димензија, стационирана између фудбалског комплекса и голф клуба „Београд”, као и седам кошаркашких игралишта стандардних димензија која се налазе између фудбалског комплекса и тениске хале. Током акције компаније Моцарт „Сто терена за једну игру“, на Ади Циганлији су 2018. године обновљена два бетонска кошаркашка игралишта, на којима је стављена специјална подлога, кошеви на професионалним конструкцијама, клиритне табле и зглобни обручеви. Током 2018. године ЈП „Ада Циганлија“ поставила је нову подлогу и кошаркашке конструкције на још два кошаркашка игралишта.
У непосредној близини зграде Хладно купатило налази се стадион за одбојку на песку, са два ограђена одбојкашка игралишта, а поред њих неколико угоститељских објеката који такође поседују игралишта за одбојку на песку. У склопу централних спортских игралишта, на левој обали Савског језера, налази се шест одбојкашких игралишта, која су доступна свим посетиоцима. Током 2018. године ЈП „Ада Циганлија“ поставила је нову подлогу на два бетонска одбојкашка игралишта. У близини игралишта за одбојку на песку, налази се бејзбол игралиште, на коме се одржавају такмичења различитог карактера.
На Ади Циганлији налазе се тениски комплекси који су окружени пикник простором, отвореним спортским игралиштима и бициклистичком стазом. Укупно постоји пет отворених тениских терена и тениска хала, која је отворена 2010. године, а простире се на 1000 m². Поред тениског комплекса, на Ади Циганлији се налази и национални бадминтон центар, са пет професионалних терена.
На Ади Циганлији је и седиште Кајакашког савеза Србије, где је до сада одржано пет светских првенства и неколико европских у кајаку и кануу. На Савском језеру такође, један од најистакнутијих спортова је веслање, где је 1932. године одржано Европско првенство у веслању, које је отворио краљ Александар Карађорђевић. Под покровитељством краљице Марија Карађорђевић, 1936. године основан је веслачки клуб „Београд”.
Академски једриличарски клуб „Београд”, уједно најстарији београдски једриличарски клуб основан је 1934. године на Ади Циганлији.
Ада Циганлија данас је седиште Веслачког савеза Србије, и ватерполо клубова Графичар, Партизан и Црвена звезда.
У непосредној близни зграде Хладно купатило налази се игралиште стандардних димензија за рагби на коме се одржава велики број такмичења, као и тренинзи београдског рагби клуба „Црвена звезда“ и клуба америчког фудбала Вукови Београд. Стадион на Ади Циганлији користи и ФК Шећеранац Ада.
На полуострву смештен је и голф комплекс који се простире на 16 ha, а терен има 9 поља, која задовољавају строге светске стандарде. Ту се налази и голф клуб „Београд”, као и Голф асоцијација Србије.
На Ади Циганлији постоји могућност изнајмљивања бицикла и ролера, за вожњу на стази око Савског језера, која је дугачка 11,2 km.
Спортски риболов такође је један од популарнијих спортова на Ади Циганлији и одвија се на читавој територији Савског језера, осим у време одржавања такмичења у спортовима на води и купалишне сезоне, када риболовци пецају у ограђеном делу. У оквиру полуострва налази се и језеро Ада Сафари које је такође намењено за спортски риболов.
На око сто метара од кружног тока на Ади Циганлији налази се трим парк, изграђен је 2009. године и простире се на 1200 m². Окружује га јасенова шума и трим стаза, а у оквиру парка налази се 24 справе за вежбање. Може се користити током целе године, а од 2016. године у оквиру парка постављено је осветљење. На Ади Циганлији постоји и игралиште за мини голф.
На полуострву постоји неколико стаза, укључујући Холмерову трим стазу, која је стационирана у непосредној близини трим парка, између Аде Сафари и реке Саве на површини од 5,5 ha. Стаза је обложена дебелим слојем пиљевине и песка. Поред Холмерове и стазе око Савског језера, на Ади Циганлији постоји и бициклистичка стаза, као и стаза око голф клуба.
Током 2018. године на Ади Циганлији одржано је Светско првенство у пливању перајима и брзинском роњењу, Светско првенство у веслању, Светско првенство у дисциплини шаран, Европско првенство у кајаку и кануу и многа друга такмичења.
На десној обали Савској језера налази се ронилачки центар Сдт „Свет роњења“, основан 2008. године.
Године 2010. на Ади Циганлији отворен је Центар за особе са инвалидитетом, а 2012. направљен је јога парк, у коме се у сарадњи са Јога савезом Србије одржавају часови јоге.

## Култура и фестивали
На простору полуострва годишње се организује више од 300 фестивала и промоција различитог типа. Један од најпосећенијих догађаја је Fly tag који организује компанија Ред бул, а који се од 2013. године одржава на Ади Циганлији. Најпосећенији музички фестивал на полуострву је Бир гарден који се одржава од 2015. године, на почетку макишке стране полуострва.
 Манифестацију посети више од 100.000 људи, а она се одржава током лета сваке године, уз подршку Града Београда, Министарства трговине, туризма и телекомуникација Србије, Туристичке организације Београда и ЈП „Ада Циганлија”. Фестивал је прве године за 34 дана трајања посетило више од 100.000 људи, а за то време одржано је 70 музичких концерата. Музички фестивал Rockaway Lake одржан је 26 и 27. јуна 2015. године на спортским теренима Аде Циганлије. Пливање за Часни крст одржава се дуги низ година традиционално на Савском језеру.
Поред великог броја музичких и културних, на Ади Циганлији се одржавају и манифестације хуманитарног типа.
У периоду од 1986. до 2001. године редакција Радио-телевизије Београд емитовала је музичку емисију „Лето на Ади”, која се одржавала у летњем периоду, а у њој су наступали Лепа Брена, Нада Топчагић, Џеј Рамадановски, Ксенија Пајчин, Светлана Ражнатовић и многи други музичари.
Као подсетник на време настанка Аде Циганлије, на београдском излетишту је 2010. године пуштена у рад и обновљена Спомен чесма Омладинских радних акција. Године 2011. на Савском насипу код „Купатила Београд“ постављен је стајаћи акт девојке висок четири метра, урађен према цртежу Моме Капора, заљубљеника у Аду Циганлију. Скулптура је названа „Дафне“ и представља место окупљања уметника, као и место одржавања културних догађаја попут фестивала Момин круг, који организује невладина организација Задужбина Момчило Момо Капор.
На самом почетку Аде Циганлије, у близини ресторана „Језеро” 1970. године постављено је спомен обележје, рад вајара Милорада Тепавца које чува сећање на политичке затворенике затваране у овом затвору у периоду од 1920. до 1941. године. Горњи део споменика представља симболички свет са пет латица унутар кога се формира неправилна звезда петокрака. Са једне стране споменика налази се плоча са натписом — на овом месту од 1920. године налазио се затвор Државног суда за заштиту државе искључиво за политичке затворенике, са друге стране споменика стоји плоча са стиховима књижевника Љубомира Симовића — из тамнице без прозора видели смо како долазе лађе, чули сунце које не залази.
На прилазу језеру се налази колекција камених скулптура, која привлачи доста пажње код туриста. Формација се зове „Камени град“ и дело је вајара Ратка Вулановића. На полуострву налази се и скулптура Врапцу и скулптура Шарана, код Аде Сафари.
Ада Циганлија је деценијама била популарна међу усамљеницима, рибарима и уметницима, међу којима је био и српски глумац Павле Вујисић. Након његове смрти 1988. године, предложено је да се по њему назове приступни пут до Аде Циганлије, али је касније по њему названа друга улица у тада новом насељу Алтина у Земуну. Други познати боеми који су повремено боравили на Ади Циганлији након шездесетих година били су глумци Драган Николић и Бора Тодоровић, архитекта Пеђа Ристић, писци Момо Капор и Зуко Џумхур, оперски певачи Живан Сарамандић и Милка Стојановић, Душко Радовић, Дејан Медаковић, Богдан Тирнанић као и многи други. Нобеловац Иво Андрић назвао је Аду Циганлију „Бока которска Београда” и „Зеленим драгуљем наших панонских река.”
У периоду од 11. до 13. септембра 2020. године на Ади Циганлији одржан је Бир фест бар, на којем су се окупили музичари српске поп и рок сцене. Од 27. до 29. маја 2022. године на Ади Циганлији одржан је Светски куп у веслању.

## Саобраћај
До Аде Циганлије саобраћа велики број превоза које обезбеђује Градско саобраћајно предузеће Београд. Поред полуострва пролазе аутобуске линије 23, 37, 51, 52, 53, 55, 56, 56Л, 57, 58, 85, 87, 88, 89, 91, 92, 511, 551, 553, 860, 860E и линија 861А, док трамвајске линије 12 и 13 такође саобраћају релативно близу. Због све већег броја посетилаца, ГСП Београд је увео сезонске аутобуске линије, посебно намењене за превоз до Аде Циганлије из удаљених делова Београда, линију Ада 1 (Трг Републике—Видиковац), Ада 2 (Земун—Ада Циганлија), Ада 3 (Коњарник—Ада Циганлија), Ада 4 (Миријево—Ада Циганлија) и линију Ада 5 (Бежанијска коса—Ада Циганлија). Од Блока 70 и Блока 45 на Новом Београду у летњој сезони могуће је доћи чамцем до Аде Циганлије. Бициклом је могуће доћи до полуострва стазом уз десну обалу Саве од Ушћа и спортско рекреативно пословног центра "Милан Гале Мушкатировић", као и из правца новобеоградских блокова.
На улазу у Аду Циганлију налази се паркинг-простор за хиљаду возила и марина у чукаричком рукавцу, погодна за пристајање чамаца, јахти и мањих бродова. У оквиру марине постоји јавна чесма, роштиљ, паркић за децу, клупе за одмор и тоалет, а њен тренутни капацитет је 520 везова. Са макишке стране полуострва налази се велики паркинг.
Године 1922. компанија „Чавлина и Сладољев” из Загреба израдила је пројекат повезивања две обале реке Саве жичаром. Године 1928. грађевинска компанија „Шумадија” поново је предложила изградњу жичаре, коју су назвали „ваздушни трамвај”, али је овај пројекат планиран да повеже Земун са Калемегданом на Београдској тврђави, преко Великог ратног острва. Интервал кабина је био подешен на 2 минута и читава рута је требало да траје 5 минута. Пројекат никада није реализован. Инжењер и генерални директор Југословенског института за урбанизам и становање "Југинус" Мирко Радованац оживео је идеју, 2010. године. Након проведених опсежних истраживања (анализа промета, интервјуа, климатским, геолошким, урбанистичким и другим истраживањима), "Југинус" је представио пројекат повезивања Новог Београда и Чукарице, преко Аде Циганлије. Предложили су да терминали буду у Спортском центру Кошутњак и Блоку 44 на Новом Београду, преко реке Саве. Станице је требало да буду између главних кругова јавног превоза на Бановом Брду, Макишу и Ади Циганлији, укупно њих пет. Пројекат су назвали „идеалном рутом”. План је такође укључивао изградњу комерцијалних простора око терминала, који би покривао 2.000 m² и помогао у профитабилности пројекта. Поред тога што би била еколошки и привлачна, процењено је да би скратила пут за око 45 минута. Градска управа укључила је пројекат у Генерални урбанистички план града Београда, који је предвиђао изградњу у фазама, а прва је била деоница Блок 44—Ада Циганлија, дуга 1.000 m. Лежала би на 8 челичних стубова, 35 m изнад земље и путовање би трајало 3 минута. Предвиђено је да кабине буду оспособљене и за превоз скејтбордова, санки и скија, јер је жичара планирана да ради током целе године. Пројекат никада није реализован.
Градске власти објавиле су информацију у септембру 2019. године да ће се Савски мост преместити и повезати Аду Циганлију са Новим Београдом. Ипак на сајту града Београда грађани су изгласали да се конструкција Савског моста пребаци у парк Ушће, а да се на потезу између Блока 70 и Аде Циганлије направи нови, пешачко-бициклистички мост. Главни урбаниста града Београда Марко Стојчић изнео је 15. априла 2020. године идејно решење о новом мосту, који ће бити пешачко-бициклистички, а спајати општину Нови Београд, односно Блок 70а и Аду Циганлију. Најављено је да ће се са радовима кренути у другој половини 2021. године или почетком 2022. године, а да би мост могао да буде завршен крајем 2022. године.
Након уређења и реконструкције великог паркинг простора код „Купатила Београд”, „ЈП Ада Циганлија” је у јуну 2002. године у сарадњи са Градом Београдом обезбедило бесплатан превоз за посетиоце помоћу четири возила на електропогон.

### Мост на Ади
На самом шпицу Аде Циганлије 2008. године је почела градња друмског и шинског моста, који повезује општине Нови Београд и Чукарица. Мост је предвиђен као део београдског Унутрашњег магистралног полупрстена (УМП) који би повезивао Нови Београд и Звездару. Идејно решење моста дала је словеначка фирма „Понтинг“, победивши на конкурсу одржаном 2004. године, у конкуренцији 11 предузећа. Пројектанти моста су конструктор Виктор Маркељ и архитекта Петер Габријелчич. Победничко идејно решење је одређено једногласно од стране стручног жирија којим је председавао Никола Хајдин, председник Српске академије наука и уметности и пројектант београдског Новог железничког моста.
Мост са косим затегама дугачак је 929 метара, има шест коловозних трака, две стазе за пешаке и два колосека намењена будућем метроу. Ширина моста је 45,04 метара. Пилон моста висок је 200 метара и са њега се пружају затеге које држе део гредне конструкције преко Саве. Дужина главног распона је 376 метара. Свечано је отворен у новогодишњој ноћи између 31. децембра 2011. и 1. јануара 2012. године. Од 5. јула 2019. године, преко Моста на Ади успостављен је трамвајски саобраћај.

## У популарној култури
- На Ади Циганлији су 1911. године снимљени кадрови првог српског играног филма Живот и дела бесмртног вожда Карађорђа, који је режирао Чича Илија Станојевић, а сценарио писао Ћира Манок.[106][107]
- Године 1977. Момо Капор објавио је роман „Ада”, посвећен Београду и Ади Циганлији.[238]
- Београдски алтернативни рок бенд Блок аут, објавио је песму Лето на Ади, на реиздању албума Црно, бело и сребрно из 2001. године.[239][240]
- Књигу песама „Погледи испод дуге: Ада Циганлија” објавио је 2007. године, књижевник Драган Лазаревић.[241]
- Супергрупа Све Барабе објавила је видео-спот и песму На Ади ремикс, 2012. године. Оригинална песма нашла се на музичком албуму На нивоу просечне цигле, репера Бване.[242]
- Српски поп рок састав Амадеус бенд објавио је 2014. године документарни филм „Пет душа једна земља”, о концерту на Ади Циганлији.[243]
- Збирка „Шетње Адом”, српске књижевнице Споменке Крајчевић објављена је 2014. године, а састоји се из три дела — Велике адске туре, Мале адске туре и Око језера.[244][245]
- Књига под називом Ада Циганлија, аутора Косте Николића, Срђана Цветковића и Зорице Маринковић објављена је 2015. године.[96][246]
- Краткометражни филм „Подводни свет Аде Циганлије” објављен је 2017. године, а настао је поводом обележавања 60 година ЈП „Ада Циганлија”.[247]

## Галерија
- Поглед на плажу и Савско језеро
- Плажа на полуострву
- Ада Циганлија ноћу
- Ада Сафари
- Поглед на језеро и плажу

- Натпис Аде Циганлије
- Натпис и грб Београда на Ади Циганлији
- Натпис Аде Циганлије

- Заједница беле тополе на Ади Циганлији
- Дивље патке на залеђеном Савском језеру
- Поглед са бициклистичке стазе